# 皇后镇站
皇后镇站（法語：Gare de Bourg-la-Reine），是法国的一个铁路车站，属于大区快铁B线。开通于1846年6月7日，位于上塞纳省皇后镇。属于第三收费区（法語：Zone 3），1977年12月9日大区快铁B线开始使用本站。

## 公交换乘线
- RATP公交路网172路、192路、197路、297路、388路、390路、394路
- 安东尼城市公共交通6路、7路、17路
- 法兰西岛夜班车N14路、N21路